# Рассел, Курт
Курт Фо́гель Ра́ссел (англ. Kurt Vogel Russell; род. 17 марта 1951 года, Спрингфилд, Массачусетс, США) — американский актёр, сценарист и продюсер. Прежде всего запомнился зрителю по многим ролям в фантастических фильмах и боевиках конца 1980-х и начала 1990-х годов. Также стоит отметить его главные и запоминающиеся роли в таких популярных фильмах, как «Нечто», «Побег из Нью-Йорка», «Костяной томагавк», «Доказательство смерти», а также «Омерзительная восьмёрка». В 2003 году актёр получил премию «Сатурн» в категории «Награда за достижения в карьере».

## Биография

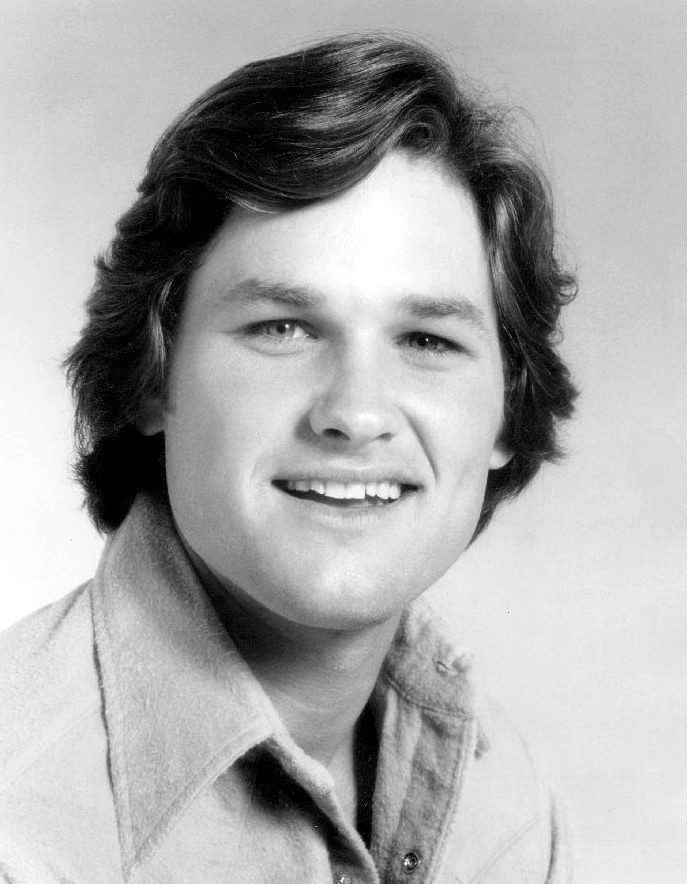
Рассел в 1974 году

Сын телеактёра, Рассел в детстве много снимался в диснеевских фильмах. На телевидении снимался с 6-летнего возраста. В 11 лет снялся в фильме «Наш человек Хиггинс», после чего студия Диснея заключила с ним контракт на 10 лет. Несмотря на это, его подлинной мечтой было стать бейсболистом. В начале 1970-х он занялся бейсболом на профессиональной основе, но травма заставила его вернуться к актёрскому ремеслу.
Первым крупным успехом была роль Элвиса Пресли в биографическом фильме Джона Карпентера «Элвис» (1979). По иронии судьбы, в самом первом своём фильме «Это случилось на всемирной выставке» Расселу пришлось изображать драку с настоящим Элвисом (точнее, по просьбе Элвиса ударить его по ноге, чтобы появилась причина посещения медицинского пункта для повторной встречи с симпатичной медсестрой).
Несмотря на отдельные успехи в жанре комедии («За бортом») и мелодрамы («Силквуд», «Трасса 60»), Рассел устойчиво ассоциируется у большинства зрителей с боевиками (такими, как «Большой переполох в маленьком Китае», «Побег из Нью-Йорка», «Танго и Кэш») и фантастикой («Нечто», «Звёздные врата»).
4 мая 2017 года Курт Рассел и Голди Хоун стали обладателями сразу двух звёзд на Голливудской «Аллее славы». Поддержать актёров в этот день пришли их дети — Кейт Хадсон и Бостон Рассел, а также близкие друзья — актриса Риз Уизерспун и режиссёр Квентин Тарантино.

### Личная жизнь
В 1979 году Рассел женился на актрисе Сизон Хабли, и 16 февраля 1980 года у них родился сын Бостон. В 1983 году они развелись, и Рассел начал жить с актрисой Голди Хоун, с которой он впервые встретился на съёмочной площадке в возрасте 16 лет. 10 июля 1986 года у них родился сын Уайатт. Дети Хоун от предыдущего брака с певцом Биллом Хадсоном, Оливер и Кейт, признали Рассела как своего истинного отца. Рассел и Хоун живут на уединённом ранчо неподалёку от Аспена.
В отношении своих политических воззрений в 1996 году Рассел заявил:

Я воспитывался как республиканец. Но когда осознал, что в конечном счёте между демократом и республиканцем нет большой разницы, я стал либертарианцем.
Оригинальный текст (англ.)I was brought up as a Republican. But when I realized that at the end of the day there wasn’t much difference between a Democrat and Republican, I became a libertarian.

## Фильмография
| Год       |     | Русское название                                               | Оригинальное название                           | Роль                                    |
| --------- | --- | -------------------------------------------------------------- | ----------------------------------------------- | --------------------------------------- |
| 1963      | ф   | Это случилось на Всемирной выставке                            | It Happened at the World’s Fair                 | Мальчик                                 |
| 1964      | ф   | Дьявольские стрелки                                            | Guns of Diablo                                  | Джейми Макфитер                         |
| 1966      | ф   | За мной, парни!                                                | Follow Me, Boys!                                | Эдвард Уайт-мл.                         |
| 1968      | ф   | Один и единственный, уникальный в своём роде семейный ансамбль | The One and Only, Genuine, Original Family Band | Сидни Бауэр                             |
| 1969      | ф   | Пушки в пустоши                                                | Guns in the Heather                             | Рич Эванс                               |
| 1969      | ф   | Компьютер в кроссовках                                         | The Computer Wore Tennis Shoes                  | Декстер Райли                           |
| 1971      | ф   | Босой руководитель                                             | The Barefoot Executive                          | Стивен Пост, рассказчик                 |
| 1971      | ф   | Парад дураков                                                  | Fools' Parade                                   | Джонни Иисус                            |
| 1972      | ф   | Сейчас вы его видите, теперь — нет                             | Now You See Him, Now You Don’t                  | Декстер Райли                           |
| 1973      | ф   | Чарли и ангел                                                  | Charley and the Angel                           | Рэй Феррис                              |
| 1974      | ф   | Суперпапаша                                                    | Superdad                                        | Барт                                    |
| 1975      | тф  | Башня смерти                                                   | The Deadly Tower / Sniper                       | Чарльз Уитмен                           |
| 1975      | ф   | Самый сильный человек в мире                                   | The Strongest Man in the World                  | Декстер Райли                           |
| 1976      | тф  | Долгий перегон                                                 | The Quest: The Longest Drive                    | Морган Бодайн                           |
| 1979      | тф  | Элвис                                                          | Elvis                                           | Элвис Пресли                            |
| 1980      | ф   | Подержанные автомобили                                         | Used Cars                                       | Руди                                    |
| 1981      | ф   | Побег из Нью-Йорка                                             | Escape From New York                            | Змей Плискин                            |
| 1981      | мф  | Лис и пёс                                                      | The Fox and the Hound                           | Пёс Куппер                              |
| 1982      | ф   | Нечто                                                          | The Thing                                       | Ар Джей Макриди                         |
| 1983      | ф   | Силквуд                                                        | Silkwood                                        | Дрю Стивенс                             |
| 1984      | ф   | Дополнительная смена                                           | Swing Shift                                     | Майк Локхарт                            |
| 1985      | ф   | Скверный сезон                                                 | The Mean Season                                 | Малкольм Андерсон                       |
| 1986      | ф   | Большой переполох в маленьком Китае                            | Big Trouble in Little China                     | Джек Бертон                             |
| 1986      | ф   | Лучшие времена                                                 | The Best of Times                               | Рино Хайтауэр                           |
| 1987      | ф   | За бортом                                                      | Overboard                                       | Дин Проффитт                            |
| 1988      | ф   | Пьяный рассвет                                                 | Tequila Sunrise                                 | Ник Фриша                               |
| 1989      | ф   | Танго и Кэш                                                    | Tango & Cash                                    | Гэбриэл (Гэйб) Кэш                      |
| 1989      | ф   | Суровые люди                                                   | Winter People                                   | Уэйланд Джексон                         |
| 1991      | ф   | Огненный вихрь                                                 | Backdraft                                       | Стивен «Бык» Маккэффри/Деннис Маккэффри |
| 1992      | ф   | Незаконное проникновение                                       | Unlawful Entry                                  | Майкл Карр                              |
| 1992      | ф   | Капитан Рон                                                    | Captain Ron                                     | капитан Рон                             |
| 1993      | ф   | Тумстоун                                                       | Tombstone                                       | Уайетт Эрп                              |
| 1994      | ф   | Звёздные врата                                                 | Stargate                                        | полковник Джек О'Нилл                   |
| 1996      | ф   | Побег из Лос-Анджелеса                                         | Escape from L.A.                                | Змей Плискин                            |
| 1996      | ф   | Приказано уничтожить                                           | Executive Decision                              | доктор Дэвид Грант                      |
| 1997      | ф   | Авария                                                         | Breakdown                                       | Джеф Тейлор                             |
| 1998      | ф   | Солдат                                                         | Soldier                                         | сержант Тодд                            |
| 2001      | ф   | 3000 миль до Грейсленда                                        | 3000 Miles To Graceland                         | Майкл Зэйн                              |
| 2001      | ф   | Ванильное небо                                                 | Vanilla Sky                                     | доктор Кертис Маккейб                   |
| 2002      | ф   | Трасса 60                                                      | Interstate 60                                   | капитан Айвс                            |
| 2002      | ф   | Проклятый сезон                                                | Dark Blue                                       | Элдон Перри                             |
| 2004      | ф   | Чудо                                                           | Miracle                                         | Хёрб Брукс                              |
| 2005      | ф   | Высший пилотаж                                                 | Sky High                                        | Стив Крепость / "Командир"              |
| 2005      | ф   | Мечтатель                                                      | Dreamer                                         | Бен Крэйн                               |
| 2006      | ф   | Посейдон                                                       | Poseidon                                        | Роберт Рамси                            |
| 2007      | ф   | Доказательство смерти                                          | Death Proof                                     | каскадёр Майк                           |
| 2011      | ф   | Путь назад                                                     | Touchback                                       | Тренер Хэнд                             |
| 2013      | ф   | Чёрные метки                                                   | The Art of the Steal                            | Кранч Кэлхун                            |
| 2015      | ф   | Форсаж 7                                                       | Fast & Furious 7                                | мистер Никто                            |
| 2015      | ф   | Костяной томагавк                                              | Bone Tomahawk                                   | шериф Франклин Хант                     |
| 2015      | ф   | Омерзительная восьмёрка                                        | The Hateful Eight                               | Джон «Вешатель» Рут                     |
| 2016      | ф   | Глубоководный горизонт                                         | Deepwater Horizon                               | Джимми Харрелл                          |
| 2017      | ф   | Форсаж 8                                                       | The Fate of the Furious                         | мистер Никто                            |
| 2017      | ф   | Стражи Галактики. Часть 2                                      | Guardians of the Galaxy: Vol 2                  | Эго                                     |
| 2018      | ф   | Рождественские хроники                                         | The Christmas Chronicles                        | Санта-Клаус                             |
| 2019      | ф   | Однажды в Голливуде                                            | Once Upon a Time in Hollywood                   | Рэнди                                   |
| 2019      | док | Однажды... Тарантино                                           | QT8: The First Eight                            | в роли самого себя                      |
| 2019      | ф   | Крипто                                                         | Crypto                                          | Мартин                                  |
| 2020      | ф   | Рождественские хроники 2                                       | The Christmas Chronicles 2                      | Санта-Клаус                             |
| 2021      | ф   | Форсаж 9                                                       | F9                                              | мистер Никто                            |
| 2021—2023 | мс  | Что если...?                                                   | What If...?                                     | Эго                                     |
| 2023—2024 | с   | Монарх: Наследие монстров                                      | Monarch: Legacy of the Monsters                 | Ли Шоу                                  |
| 2025      | ф   | Соперники Амзиа Кинга                                          | The Rivals of Amziah King                       |                                         |
| 2025      | ф   | Смурфики в кино                                                | Smurfs                                          | Рон                                     |